# 青水乡 (镇巴县)
青水镇是中国陕西省汉中市镇巴县下辖的一个乡镇。

## 行政区划
青水镇下辖以下行政区：
营盘村、朱家岭村、郭坪村、古路村、向家坪村、仁和村、皮窝铺村、黄草梁村、大楮村、丁木坝村